# Al Sahel
Al Sahel is een Koeweits voetbalclub uit Abu Hlaifa die in de Premier League speelt. De club is in 1967 opgericht.